# Obergerichtliche Rechtsprechung
Obergerichtliche Rechtsprechung ist die Bezeichnung für die Gesamtheit aller rechtskräftiger Entscheidungen der höchsten Gerichte der ordentlichen Gerichtsbarkeit eines deutschen Landes, also der Oberlandesgerichte, des Kammergerichts (Berlin), des Bayerischen Obersten Landesgerichts (Bayern), der Oberverwaltungsgerichte, Landesarbeitsgerichte, Landessozialgerichte, sowie der Finanzgerichte.
Zwar sind obergerichtliche Entscheidungen der höchstrichterlichen Rechtsprechung nachrangig, jedoch kommt ihnen erhebliche Bedeutung bei der Rechtsauslegung zu, sofern höchstrichterliche Rechtsprechung zu einer entscheidungserheblichen Frage nicht existiert. Zur Vermeidung einander widersprechender Urteile (Divergenz) ist die ober- und höchstrichterliche Rechtsprechung praktisch maßgebend bei der Urteilsfindung der unteren Gerichte, zumal dann, wenn der Fall im Rechtsmittelweg an das obere Gericht gelangen kann. Die Kenntnis der einschlägigen höchstrichterlichen Rechtsprechung gehört zu den vertraglichen Nebenpflichten eines Rechtsanwalts gegenüber seinem Mandanten. Er wird sich nachrangig an der obergerichtlichen Rechtsprechung und schließlich an der herrschenden Meinung des Schrifttums orientieren.
Eine der höchstrichterlichen Rechtsprechung ähnliche Bedeutung haben obergerichtliche Entscheidungen darüber hinaus auch in Rechtsbereichen, die durch Landesrecht geregelt sind, weil Landesrecht vor den Bundesgerichten im Wege der Revision nur überprüfbar ist, wenn der Bundesgesetzgeber dies ausdrücklich so bestimmt hat. Im Privatrecht ist dies beispielsweise für einen Großteil des Nachbarrechts, im öffentlichen Recht des Polizeirechts, der Fall.